# Виктория (окръг, Тексас)
Вижте пояснителната страница за други значения на Виктория.
Окръг Виктория (на английски: Victoria County) е окръг в щата Тексас, Съединени американски щати. Площта му е 2302 km², а населението - 84 088 души (2000). Административен център е град Виктория.